# Multimedialne Muzeum na Klifie w Trzęsaczu

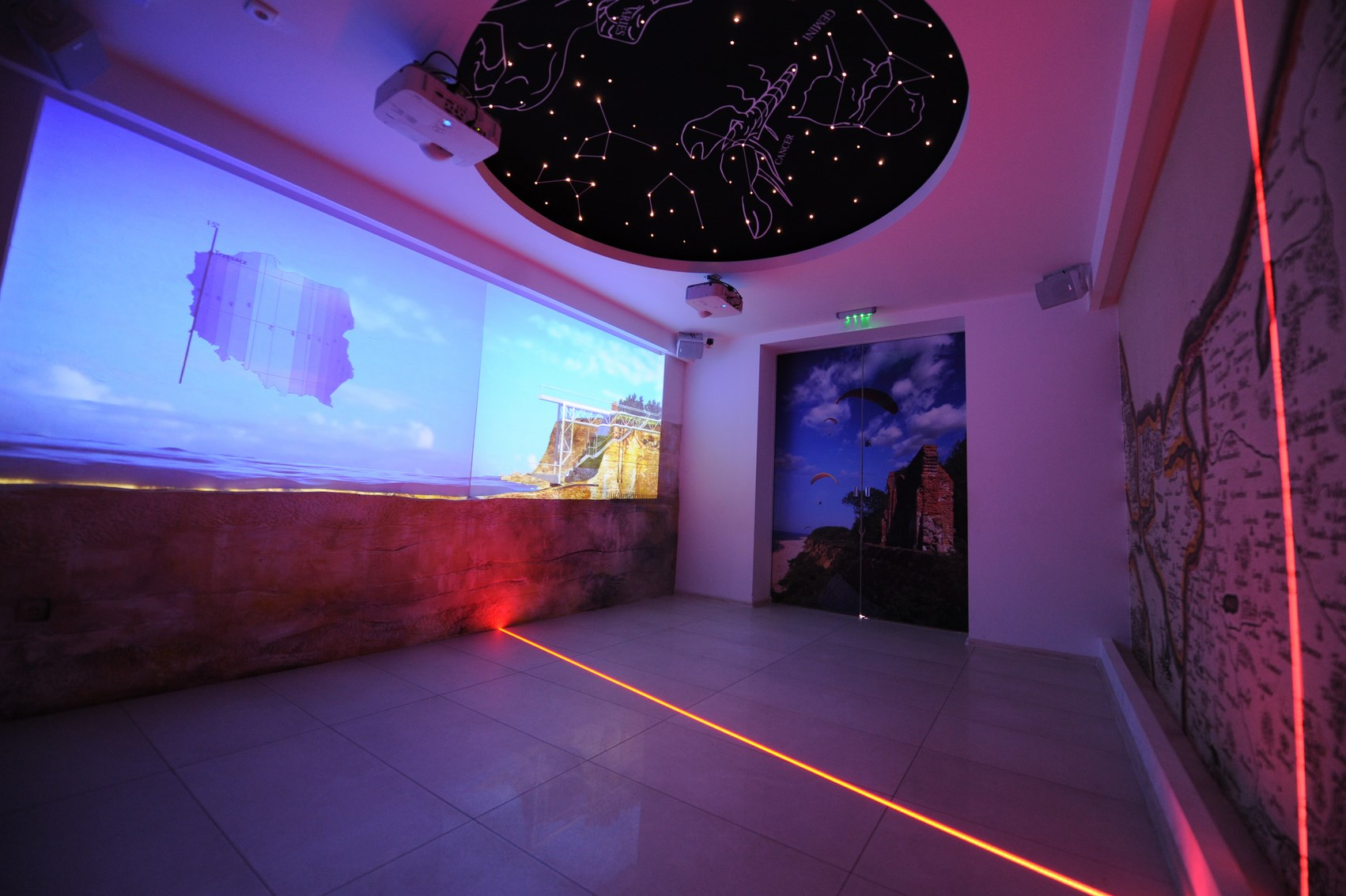
Multimedialna prezentacja przedstawiająca proces abrazji na przestrzeni lat

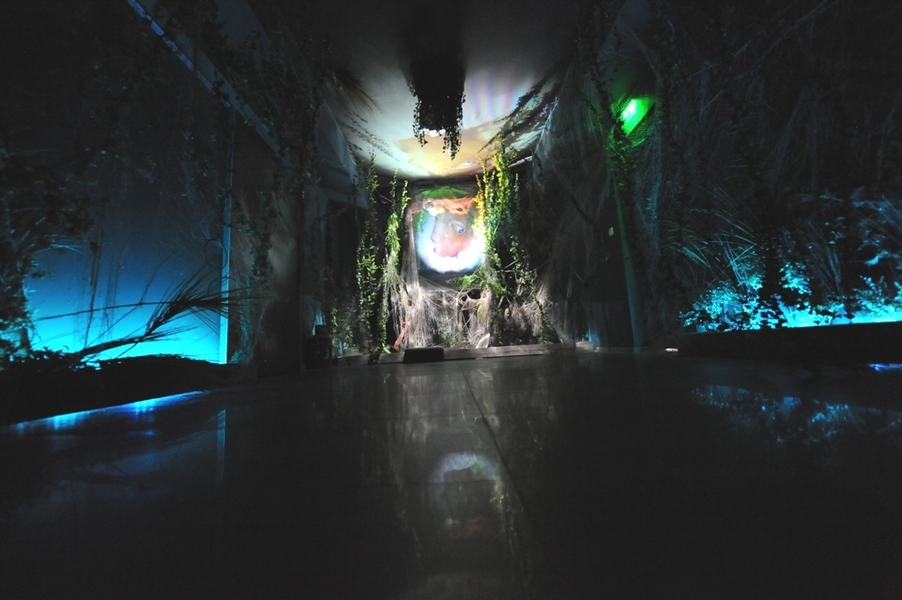
Podwodny świat Neptuna

Multimedialne Muzeum na Klifie – muzeum znajdujące się w Trzęsaczu, otwarte w maju 2014 roku. Prezentuje historię i legendy na temat Trzęsacza i ruin kościoła pw. św. Mikołaja oraz informacje geograficzne o 15. południku, który przebiega przez Trzęsacz. Mieści się 50 m od zabytkowych ruin kościoła w Trzęsaczu. Jest czynne dla zwiedzających przez cały rok.
Muzeum na Klifie powstało w 2000 r., jego założycielem był mieszkający w Trzęsaczu w latach 1998–2006 Władysław Jagiełło. W maju 2014 roku nastąpiło jego ponowne otwarcie po kilkumiesięcznej modernizacji. Muzeum zyskało nową nazwę – Multimedialne Muzeum na Klifie im. Władysława Jagiełły, a jego wnętrze zostało całkowicie odmienione. Multimedialne sale wypełnione zostały prezentacjami, filmami animowanymi, podkładem dźwiękowym i projekcjami. Dzięki nowoczesnym technologiom połączono świat baśni i legend z geograficznymi i historycznymi faktami na temat Trzęsacza i kościoła. Dla dzieci stworzono odrębną ścieżkę dźwiękową, która ma za zadanie bawić i uczyć. Głosu do animowanych filmów użyczyli Małgorzata Foremniak i Radosław Pazura. W muzeum dostępna jest niemiecka ścieżka językowa, która umożliwia zwiedzanie zagranicznym turystom.
Ekspozycja w muzeum podzielona jest na sale, z których każda podejmuje inny rozdział z historii Trzęsacza. Kolejno przedstawiana jest historia, legendy, proces abrazji, znaczenie 15. południka, stref czasowych, życie mieszkańców Trzęsacza sprzed 600 lat. Multimedialna projekcja głębin morza, animowana legenda o Zielenicy opowiadana przez Neptuna, multimedialny pokaz ostatnich chwil budowli na klifie oraz proces niszczenia samego klifu (proces abrazji). Każda sala wypełniona jest efektami dźwiękowymi wprowadzającymi w nastrój adekwatny do przedstawianego wydarzenia. Wnętrza sal uzupełnione zostały makietami, pocztówkami oraz autentycznymi fragmentami omawianych zabytków, takich jak klamka czy drewniane belki stropowe.